# آرثر كابلان
آرثر إل كابلان (بالإنجليزية: Arthur Caplan)‏، دكتور في الفلسفة (من مواليد 1950)، حاصل على أستاذية وليم إف وفيرجينيا كونولوي ميتي في الأخلاقيات البيولوجية في مركز لانغون الطبي بجامعة نيويورك وهو المدير المؤسس لقسم أخلاقيات مهنة الطب.
قدم كابلان العديد من المساهمات في السياسة العامة بما في ذلك: المساعدة في تأسيس البرنامج الوطني للمتبرعين بالنخاع؛ وإنشاء سياسة الطلب المطلوبة في التبرع بالأعضاء من الجثث المُعتمَدة في جميع أنحاء الولايات المتحدة؛ والمساعدة في إنشاء نظام لتوزيع الأعضاء في الولايات المتحدة؛ وتقديم المشورة بشأن محتوى القانون الوطني لزرع الأعضاء لعام 1984، والقواعد التي تحكم التبرع بالأعضاء الحية، والتشريعات واللوائح في العديد من مجالات الرعاية الصحية الأخرى بما في ذلك سلامة الدم والاستخدام الوجداني.

## النشأة والتعليم
وُلد آرثر كابلان في بوسطن، ماساتشوستس، في عام 1950 لسيدني دي وناتالي كابلان، نشأ في فرامينغهام، ماساتشوستس. وصف عائلته بأنها «دائرة العمال، والصهيونية، والعلمانية». وهو ينسب تحفيز اهتمامه بوسائل المساءلة والجدال إلى خلفيته اليهودية. في سن السادسة، شُخّصت حالة كابلان بمرض شلل الأطفال. عُولج بنجاح في مستشفى الأطفال في بوسطن واستمر في ممارسة الرياضة في مدرسة فرامنغهام نورث الثانوية. صرح كابلان أن هذا المرض الذي يهدد الحياة كان بمثابة تجربة تكوينية أثرت على التزامه لاحقًا بالفلسفة وأخلاقيات علم الأحياء.
قام كابلان بعمله الجامعي في جامعة برانديز، حيث تخصص في الفلسفة. هناك التقى زوجته المستقبلية جين.  وُلد ابنهم، زاكاري، في عام 1984. الزوجة الثانية لكابلان، ميغ برينان كابلان، هي مديرة المركز الطبي للمحاربين القدامى في ذا برونكس.
عمل كابلان في جامعة كولومبيا، حيث حصل على ماجستير في عام 1973، وعلى ماجستير في الفلسفة  في عام 1975، ودكتوراه  في تاريخ وفلسفة العلوم في عام 1979. شارك في الإشراف على أطروحته، القضايا الفلسفية المتعلقة بالنظرية الاصطناعية للتطور، إرنست ناغل وسيدني مورغنبيسر. عمل كابلان مع ناغل باعتباره مساعد تدريس، وكان آخر طالب دراسات عليا في مسيرة ناغل المهنية. خلال فترة وجوده في جامعة كولومبيا، التقى كابلان مع المحلل النفسي وعميد التعليم برنارد شوينبرغ. سمح له شوينبرغ بالمشاركة بصفته مراقبًا وطالبًا في الطب في دورات سريرية في كلية الطب في الجامعة، حيث عانى أولًا من «الأخلاق في التطبيق العملي».

## مسيرته المهنية
في عام 1977، قابل كابلان دانيال كالاهان، الفيلسوف الذي شارك في تأسيس مركز هاستينغز (الموجود حاليًا في غاريسون، نيويورك) مع الطبيب النفسي ويلارد غايلين. في عام 1977، انضم كابلان إلى مركز هاستينغز، في البداية بمثابة مساعد باحث مبتدئ ثم بمثابة زميل بعد الدكتوراه. أمضى السنوات العشر التالية في المركز، حيث شغل منصب المدير المساعد من 1985 إلى 1987. خلال هذا الوقت، شكل هو وآخرون التخصص الناشئ في أخلاقيات علم الأحياء. ونشر على نطاق واسع عن علم الوراثة (بما في ذلك أخلاقيات الفحص والفحص الوراثي)، والتطور، وعلم الأحياء الاجتماعي، وتعليم الأخلاقيات. كما أصبح مهتمًا بشكل متزايد بأخلاقيات التجارب البشرية والحيوانية والتقنيات الطبية الجديدة. بدأ تولي دور المثقف العام، وتطبيق الفلسفة في الحوار العام، والتحدث علانيةً حول قضايا السياسة العامة.
في عام 1987، انتقل كابلان إلى جامعة منيسوتا، حيث أصبح أستاذًا في قسمي الفلسفة والجراحة وأول مدير لمركز أخلاقيات الطب الحيوي. في عام 1989، نظم مؤتمر مركز أخلاقيات علم الأحياء حول أخلاقيات المهنة الطبية والهولوكوست (الكارثة)، وهو أول مؤتمر عُقد لمناقشة أخلاقيات علم الأحياء والهولوكوست. خلال فترة وجوده في منيسوتا، كان ناشطًا بشكل خاص في القضايا المتعلقة بزراعة الأعضاء وعلم الوراثة، وعمل مع روزالي إيه كين على معضلات «أخلاقيات الحياة اليومية» التي تنطوي على علاج كبار السن. كما كتب عن أخلاقيات علم الأحياء فيما يتعلق بالهولوكوست. في عام 1992، انضم إلى المجلس الاستشاري الطبي لمتحف ذكرى الهولوكوست بالولايات المتحدة، وهي واحدة من العديد من المؤسسات التي سعت إلى مشاركته.
حصل كابلان على أول اعتذار عن تجربة توسكيجي للزهري، من لويس سوليفان، دكتور في الطب، ثم أمين في الصحة والخدمات الإنسانية، في عام 1991. عمل مع وليام سيدلمان، دكتور في الطب، وآخرين لتأمين اعتذار من الجمعية الطبية الألمانية في عام 2012 عن دور الأطباء الألمان في تجارب السجون النازية خلال الهولوكوست.
في مايو 1994، ذهب كابلان إلى جامعة بنسيلفانيا في فيلادلفيا. أسس مركز أخلاقيات البيولوجيا وقسم أخلاقيات مهنة الطب وكان له تعيينات مهنية في مجموعة متنوعة من الأقسام بما في ذلك الطب والفلسفة. في منتصف التسعينيات، أجرى هو وزملاؤه أول دراسات تجريبية عن أهلية المتبرع بالأعضاء ومعدلات التبرع. في عام 2009، أُسس مقر أستاذ سيدني دي كابلان في أخلاقيات البيولوجيا في كلية بيرلمان للطب بجامعة بنسيلفانيا، والذي سُميَ باسم والد كابلان. أصبح آرثر كابلان هو أول من تولى منصب الأستاذية.
أثناء وجوده في بنسيلفانيا، أصبح أول أخصائي في علم الأحياء يُقاضى بسبب دوره المهني، بعد مشاركته في تجربة علاج الجينات التي أدت إلى وفاة موضوع البحث جيسي غيلسنجر. وسُويت الدعوى القضائية من العائلة بالتعاون مع الجامعة بمبلغ لم يُكشف عنه من المال، في مقابل إسقاط الدعوى عن كابلان، من بين أمور أخرى. حُسمت دعوى الحكومة الفيدرالية بشأن نفس الحقائق بمبلغ 500.000 دولار.
وفي عام 2009، ساعد كابلان في تطوير أول تفويض للقاح الإنفلونزا في مستشفى الأطفال في فيلادلفيا، وفي وقتٍ لاحق، سياسة ولاية نيويورك التي تقضي بمطالبة العاملين في مجال الرعاية الصحية «بالتطعيم أو الحجب». وفي عام 2009 أيضًا، دعا إلى تشديد القيود على عيادات الخصوبة وتخصيب البويضة البشرية خارج الرحم، كما كتب بشكل مكثف لصالح أبحاث الخلايا الجذعية الجنينية.
في عام 2012، جاء كابلان إلى مركز لانغون الطبي بجامعة نيويورك بصفته حاصلًا على أستاذية وليم إف وفيرجينيا كونولوي ميتي في الأخلاقيات البيولوجية وكونه المدير المؤسس لقسم أخلاقيات علم الأحياء.
في مايو 2015، أطلق كابلان، بالتعاون مع شركة الأدوية جونسون آند جونسون، مشروعًا رائدًا للتوزيع العادل للأدوية التجريبية خارج التجارب السريرية المستمرة. وأنشأ لجنة استشارية لاستخدام الرأفة (كومب إيه سي)، وهي لجنة مكونة من أخصائيي أخلاقيات علم الأحياء والأطباء والمدافعين عن المرضى، للاستجابة لنداءات المرضى الميؤوس من شفائهم للحصول على دواء السرطان الذي هو قيد التطوير بواسطة جونسون آند جونسون. يُعتقد أنه الأول من نوعه في صناعة الأدوية.
تضمن النشاط الأخير قيادة حركة لتخفيف القيود على التبرعات من الرجال الشواذ للدماء وحث على تأجيل دورة الألعاب الأولمبية الصيفية في ريو بسبب تهديد فيروس زيكا.
انتُقد كابلان من قبل بعض الفلاسفة الكلاسيكيين بسبب «فلسفته العملية» ومن قبل بعض الزملاء بسبب مشاركته الحماسية مع وسائل الإعلام. وردًا على ذلك، قال: «بالنسبة لي، الهدف من ممارسة الأخلاقيات هو تغيير الناس، وتغيير السلوك. لماذا يفعلون ذلك أيضًا؟».

## وصلات خارجية
- الموقع الرسمي